# اختبار شيك

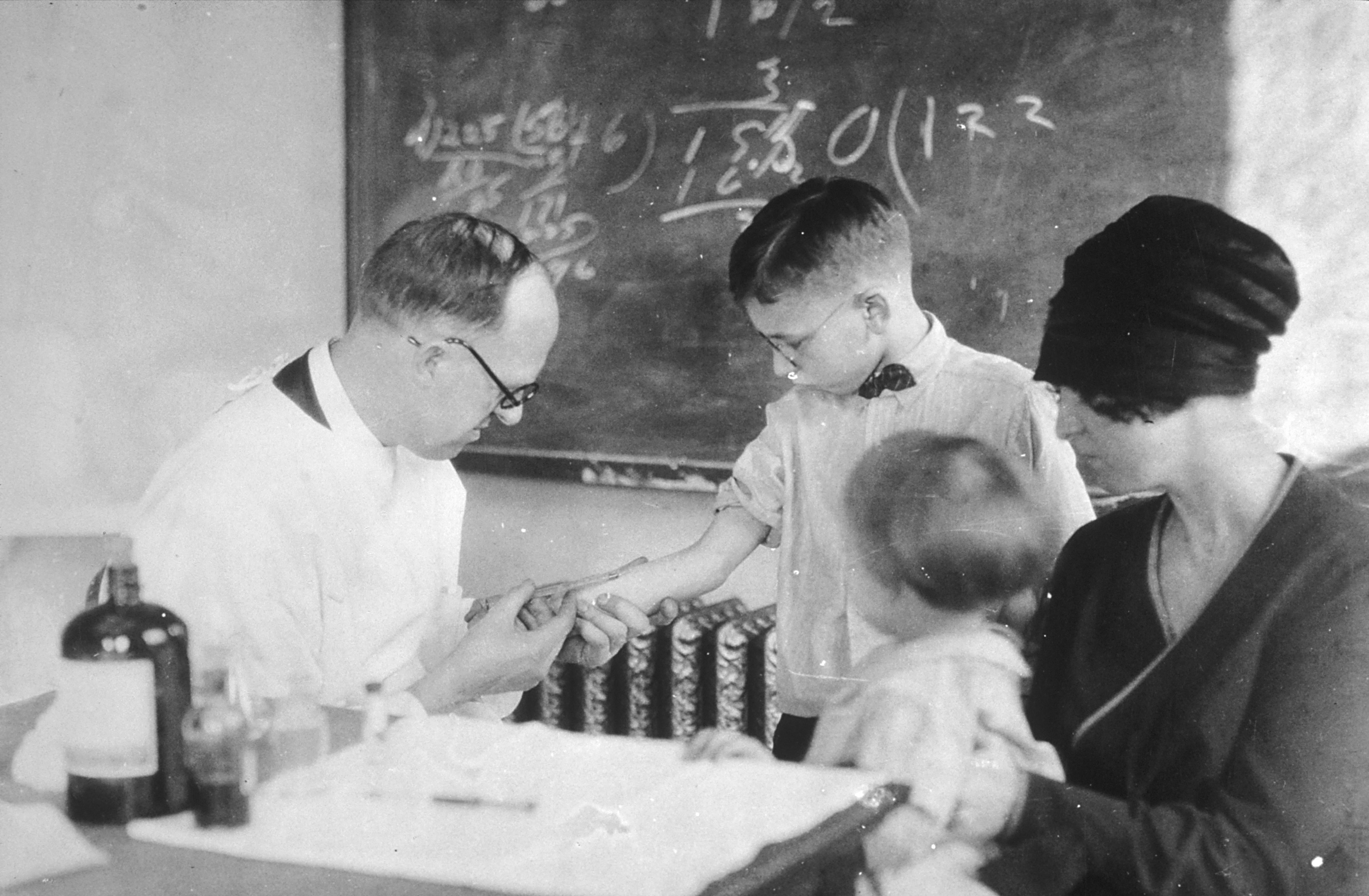
طفل يأخذ الاختبار سنة 1915 م.

اختبار شيك هو اختبار لمعرفة تعرض الجسم للديفتيريا أو مناعته ضدها.
ابتدعه عام 1913 م طبيب الأطفال الأميركي بيلا شيك.

## المصدر
- اختبار شيك - موسوعة المورد، منير البعلبكي، 1991 م